# XPUD
xPUD （エクスパッド）とは Ubuntu9.10をベースとした中国Karyo Technologiesが支援するオープンソースプロジェクトで、「App Storeを備えたFirefox OS」をうたっている。軽量で使いやすく、日常の利用に十分なアプリケーションを備えるLinuxディストリビューションを目的に開発が進められており、「plate」と呼ばれるユーザーインターフェイスや高速な起動が特徴とする。

## plateとは
plateはFirefoxなども利用しているアプリケーションフレームワーク「Mozilla Gecko Runtime」を使用するユーザーインターフェイスで、xPUDを起動するとフルスクリーンでplateが起動される。plateには「Home Screen」および「Application Menu」、「File Browser」、「Setting Center」という4つのタブが用意されており、ここからWebブラウザやメディアプレーヤーといったアプリケーションの起動や各種設定、システムのシャットダウンといった操作が可能。また、ファイルブラウザもこのplateに統合されている。

## 必要環境
動作には最低
- 800MHzのCPU
- 256MBのメモリ
- 64MBのHDD

が必要